# Dimitrie Cantemir (Vaslui)
Dimitrie Cantemir (früher Silișteni) ist eine Gemeinde im Kreis Vaslui in der rumänischen Region Moldau, in der Nähe der Grenze zur Republik Moldau. Gemeindesitz ist Hurdugi.
Hurdugi befindet sich 54 Kilometer von der Kreishauptstadt Vaslui entfernt.
Hier in Silișteni wurde im Jahr 1673 der Woiwode und Universalwissenschaftler Dimitrie Cantemir geboren.